# Mafia!
Mafia!, ook bekend onder de naam Jane Austen's Mafia!, is een Amerikaanse komische film uit 1998 onder regie van Jim Abrahams. De hoofdrollen worden vertolkt door Jay Mohr, Lloyd Bridges, Olympia Dukakis en Christina Applegate. Mafia! parodieert maffiafilms als The Godfather en Casino.

## Rolverdeling
| Acteur                | Personage                           |
| --------------------- | ----------------------------------- |
| Jay Mohr              | Anthony "Tony" Cortino              |
| Lloyd Bridges         | Vincenzo Armani Windbreaker Cortino |
| Louis Mandylor        | young Vincenzo                      |
| Jason Fuchs           | Vincenzo Cortino                    |
| Christina Applegate   | Diane Steen                         |
| Billy Burke           | Joey Cortino                        |
| Pamela Gidley         | Pepper Gianini                      |
| Olympia Dukakis       | Sophia Cortino                      |
| Sofia Milos           | young Sophia                        |
| Joe Viterelli         | Dominick Clamato                    |
| Tony Lo Bianco        | Cesar Marzoni                       |
| Blake Hammond         | Fatso Paulie Orsatti                |
| Phil Suriano          | Frankie Totino                      |
| Vincent Pastore       | Gorgoni                             |
| Marisol Nichols       | Carla                               |
| Carol Ann Susi        | Mrs. Clamato                        |
| Gregory Sierra        | Bonifacio                           |
| Catherine Lloyd Burns |                                     |
| Steve Kruth           | Lon Cortino                         |